# Empresa Pública de Gestión de Programas Culturales
La Empresa Pública de Gestión de Programas Culturales, E.P.G.P.C, es una entidad de derecho público adscrita a la Consejería de Cultura de la Junta de Andalucía. Fue creada en la Disposición adicional decimocuarta de la Ley 3/1991,aprobándose su reglamento general en Decreto 46/93 de 20 de abril. Posteriormente, el Consejo de Gobierno de la Junta de Andalucía aprobó el 13 de abril de 2010 el cambio de denominación por la de Instituto Andaluz de las Artes y las Letras. Por último y tras la aprobación de la Ley 1/2011, de 17 de febrero de reordenación del sector público de Andalucía, pasó a denominarse Agencia Andaluza de Instituciones Culturales.
La sede central de la empresa se encuentra ubicada en el Estadio Olímpico de la isla de La Cartuja en Sevilla.